# Small World (film)
Small World – polski dramat sensacyjny w reżyserii Patryka Vegi. W rolach głównych wystąpili Piotr Adamczyk i Julia Wieniawa.
Film nakręcono w 2019 roku, a jego premierę początkowo planowano 4 grudnia 2020 roku, jednak wskutek zamknięcia kin z powodu pandemii COVID-19 premiera została przesunięta na kwiecień 2021 roku.
Film ostatecznie w kinach pojawił się we wrześniu 2021 roku. Równolegle z filmem powstał trzyodcinkowy miniserial stworzony dla telewizji Canal+. Premiera serialu w stacji Canal+ odbyła się 10, 11 oraz 12 grudnia 2021 roku. Oglądanie serialu dozwolone od 16 roku życia, zaś wersję kinową zakwalifikowano jako film dla dorosłych 18 roku życia.

## Fabuła
W tajemniczych okolicznościach, sprzed rodzinnego domu, zostaje uprowadzona dziewczynka. Jedynym śladem zajścia pozostaje widziana w okolicy rosyjska ciężarówka. Matka dziewczynki (Marieta Żukowska), wspierana przez policjanta Roberta (Piotr Adamczyk), wyrusza w pościg, ale nie jest w stanie zatrzymać porywaczy. Po latach, wciąż gnębiony wyrzutami sumienia Robert wpada na trop, który pozwala mu wrócić do sprawy. Odkryte na miejscu eksplozji rosyjskiej kamienicy dowody naprowadzają go na ślad międzynarodowej szajki przestępczej. Tymczasem w Bangkoku, nastolatka Ola (Julia Wieniawa) jest zmuszana spełniać wszystkie zachcianki bogatego biznesmena. Co stanie się, gdy los zetknie dziewczynę z polskim stróżem prawa?

## Obsada
- Julia Wieniawa – Ola w wieku 16 lat
- Piotr Adamczyk – Robert Goc
- Piotr Stramowski – Roman
- Marieta Żukowska – Marta
- Enrique Arce – John
- Jessica Sara Witeńsko – Ola w wieku 12 lat

i inni